# سیارک ۴۳۹۰
سیارک ۴۳۹۰ (به انگلیسی: 4390 Madreteresa، نامگذاری:1976GO8) چهار هزار و سیصد و نودمین سیارک کشف شده‌است که در ۵ آوریل ۱۹۷۶ کشف شد.
قدر مطلق سیارک برابر ۱۳٫۵۰ است.